# Höhenzug Pandivere
Koordinaten: 58° 56′ N, 26° 22′ O

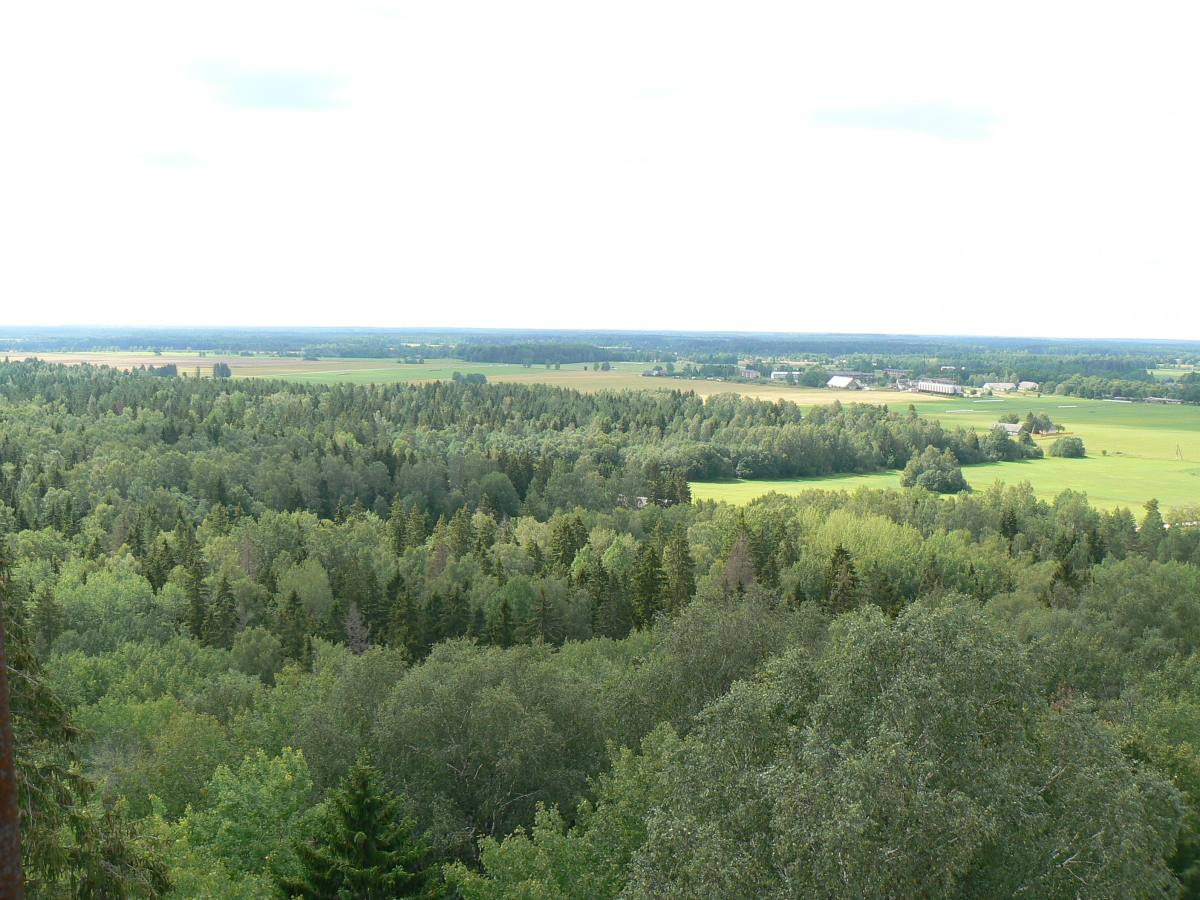
Blick vom Gipfel des Bergs Ebavere mägi

Der Höhenzug Pandivere (estnisch Pandivere kõrgustik, baltendeutsch: Pantifersche Höhen) erhielt seinen Namen nach dem Dorf Pandivere in der nordestnischen Landgemeinde Väike-Maarja im Kreis Lääne-Viru. Er ist der größte Höhenzug in Estland.
Der Höhenzug erstreckt sich im Norden zwischen Rakvere und Paide und fällt dann nach Süden in Richtung des Võrtsjärv sanft ab. Er besteht vornehmlich aus Kalkstein. Die höchsten Erhebungen sind der Emumägi (mit 166 m gleichzeitig die höchste Erhebung Nordestlands), der Kellavere mägi (156 m) und der Ebavere mägi (146 m).
Seit 1988 sind die Quelle, Flüsse und das Grundwasser des Höhenzugs Pandivere staatliches Wasserschutzgebiet. Die reichhaltige Karstlandschaft umfasst eine Schutzfläche von insgesamt 350.875 Hektar. Während der sowjetischen Besetzung Estlands wurde die Natur stark militärisch und landwirtschaftlich in Anspruch genommen. Vor allem die starke Düngung hatte schwere Umweltschäden hinterlassen.